# Mirandés (asturleonés de Tierra de Miranda)
El mirandés es el glotónimo utilizado para referirse a la lengua tradicional hablada en Miranda de Duero (Portugal), perteneciente al subgrupo asturleonés, que incluye también a las hablas tradicionales (leonés y asturiano) de León, Zamora y Asturias en España. 
El mirandés goza de reconocimiento oficial en toda la provincia portuguesa de Trás-os-Montes e Alto Douro en virtud de la Ley n.º 7/99, de 29 de enero de 1999 de la República Portuguesa («Reconocimiento oficial de derechos lingüísticos de la comunidad mirandesa»). Es hablado por alrededor de 15 000 personas en los ayuntamientos de Miranda de Duero y Vimioso, en la zona de Trás-os-Montes, en el nordeste de Portugal. Asociaciones internacionales como el SIL International le han otorgado un código propio, y otras como la Unesco lo encuadran dentro de la lengua leonesa. 
El mirandés se habla principalmente en el concejo de Miranda de Duero, y en dos aldeas del Concejo de Vimioso, Angueira, y Vilasseco, siendo discutida la inclusión en este último concejo de la aldea de Caçareilhos.

## Paisaje lingüístico
El paisaje lingüístico del dominio astur-leonés se ve ampliado en Portugal por tres dialectos: mirandés (incluyendo el sub-dialecto sendinés), riodonorés y guaramilés. Todos ellos se hablan en la llamada Tierra de Miranda, una región de unos 500 kilómetros cuadrados, en localidades no más lejos de cinco kilómetros de la frontera con Zamora y que se situaban dentro del territorio histórico del Reino de León. Son estas las únicas hablas que no pertenecen a la zona galaico-portuguesa dentro de la República, y en eso reside también su motivo de curiosidad. En Portugal, las demás no se consideran siquiera distintos dialectos, utilizando como razonamiento el hecho de que “un campesino del norte de Portugal entiende sin dificultades a uno del sur”. Esta idea se basa en los modelos de Italia, Suiza o Francia, aunque bien sabido es que un italiano del norte no podría entenderse con uno del sur sin hacer uso de la lengua estándar y por ello en Portugal no se consideran verdaderos dialectos, más bien variedades diatópicas. Leite de Vasconcelos, uno de los más ilustres lingüistas portugueses, además de arqueólogo y etnógrafo, descubrió este idioma en 1882 y lo dio a conocer al público en su ensayo O dialecto mirandês, con el que ganó el galardón de la Sociedad de Lenguas Románicas de Montpellier. Vasconcelos describió el idioma como “la lengua del campo, del trabajo, del hogar y del amor entre los mirandeses” y reconoció que el portugués no era la única lengua hablada en su país, sino que también existía otra lengua (co-dialecto lo denominó en su momento) que pertenecía al dominio español por su proximidad al leonés. Los estudios sobre este idioma se ampliaron más tarde con el trabajo del eminente lingüista español Menéndez Pidal cuando publicó su obra El dialecto leonés (1906) y desarrolló un mapa lingüístico de toda la península ibérica.

## Evolución
Las razones por las que un dialecto del grupo astur-leonés se habla en Portugal dejaron de ser una incógnita hace tiempo. En el 297 d. C. la división administrativa de la Península terminó definitivamente tras el periodo de expansión romana. La Tierra de Miranda quedó ligada al Conventus Iuridicus de Asturica Augusta, y no al de Bracara Augusta, como el resto de Trás-os-Montes. De esta manera, la zona de Miranda no perteneció desde el principio al posterior Condado Portucalense, y por tanto se situaba dentro del ámbito astur-leonés, en vez del gallego-portugués. La cristianización de esta zona se llevó a cabo por misionarios procedentes de la actual Astorga.
Entre los siglos VII-VIII y XII el actual concejo de Miranda do Douro perteneció a la diócesis de Astorga, y no a la de Braga, y como explican las Inquisiciones de Alfonso III[cita requerida], la Tierra de Miranda fue repoblada entre los siglos XII y XIV por gentes oriundas de tierras leonesas. La repoblación fue llevada a cabo por el cisterciense monasterio de Santa María de Moreruela, el monasterio de San Martín de Castañeda, el monasterio de Castro de Avellas y por la Orden del Temple de Alcañices. Esta relación privilegiada con León duró al menos hasta el siglo XIV y el idioma del Conventus de Asturica Augusta, el leonés occidental, fue efectivamente implantado y posteriormente desarrollado en territorio portugués. 
Las razones que han llevado a la conservación de este habla fronteriza, a pesar de que al otro lado de la frontera la lengua leonesa prácticamente ha desaparecido, tiene que ver con la distancia que separa esta zona de los principales núcleos urbanos del litoral portugués, permitiendo que en el distrito de Braganza se mantenga con asombrosa vitalidad. En la provincia de Zamora, el contacto con el castellano hizo que comenzara la recesión ya a finales del siglo XIX. La “tiranía” de la oficialidad tuvo diferentes consecuencias, además de tener en cuenta los aspectos geopolíticos más relevantes. La cuestión es que a pesar de que faltó poco para que en España la lengua leonesa desapareciera, en Portugal continuó viva. Algunos lingüistas han pretendido atribuir la conservación del mirandés al dinamismo del castellano frente al portugués, una teoría bastante rechazada en la actualidad. Rafael Lapesa mantenía esta teoría en su obra Historia de la lengua española y consideraba que el estancamiento del leonés y del aragonés se debió principalmente a ese supuesto dinamismo y a que todos los dialectos colindantes “dudaban largamente”. La consideración actual de los hablantes del mirandés frente a su lengua, sobre todo en las aldeas más pequeñas, es que su forma de hablar difiere del portugués, y que ellos tienen un “falar mal, charro”. Ya en el siglo XVII se tenía constancia de la divergencia entre las hablas fronterizas de Trás-os-Montes y del Alto Miño. D. Jerónimo Contador de Argote comentaba en su libro Regras da língua portuguesa que “hay algunos dialectos locales (…) que son muy bárbaros y apenas pueden llamarse portugués…”. A pesar de no ser una definición con criterios demasiado lingüísticos, puede ser que trate de una mención alusiva al mirandés. La opinión de este académico frente a la lengua que describe se simplifica de manera similar con el término “falar rústico”.

## Aspectos fonéticos

### Vocalismo tónico
El sistema vocálico tónico del mirandés al igual que en el resto de las lenguas castellanas y asturleonesas se basa en la existencia de cinco vocales diferenciadas por tres grados abertura y dos localizaciones anterior y posterior, pero a diferencia de aquellas, reconoce por excepción la existencia de un cuarto grado de abertura por interferencia de sonidos velares o palatales.
Así en el caso de diptongos el efecto de la yod o el wau, según el caso, determinará la regresión o ascensión de la vocal adyacente mediante la apreciación de un cuarto grado de abertura. En el caso del diptongo ascendente -jɛ, la interferencia de los sonidos palatatales determinará la regresión también en un grado e > ɛ (fièrro ([fjɛro], pièdra [pjɛdra], tièrra [tjɛrra], etc ). En caso de verse además afectado por el vocalismo velar se producirá la igualación (así bui 'buey', cuiro 'cuero', nuite 'noche'). Cuando es el wau quien entra en contacto la solución será wɔ, dando lugar a la regresión en un grado de la vocal adyacente o < ɔ puòrta [pwɔta], fuònte [fwɔte], puònte [pwɔte].
Este efecto también se observa en el caso de interferencia de sonidos consonánticos palatales, en el que se mantiene la solución original del romance presente en los dialectos del Norte de Portugal y en el gallego, véase:
| Latín                       | oculos             | folia              | collum          | hodie                   | culcita          |
| Grupo asturleonés           | güeyos ['ɣwejos]   | fueya ['fweja]     | cuellu ['kweλu] | güei ['ɣwei]            | colcha [koltʃa]  |
| Mirandés                    | olhos [ɔλo]        | folha [fɔλa]       | colho [kɔλo]    | oige [ɔiƷe]             | colcha [kɔλtʃa]  |
| Gallego y Portugués (norte) | ollos/ olhos [ɔλo] | fòlla/folha [fɔλa] | còlo [kɔlo]     | hoxe /hòje [ɔʃe]/['ɔƷi] | colcha [koltʃa]  |
| Español                     | ojos ['oxos]       | hoja ['oxa]        | cuello ['kweλo] | hoy ['oj]               | colcha '[koltʃa] |

La solución alcanzada difiere de la alcanzada en el resto del dominio asturleonés en el que el influjo del consonantismo palatal transformará la vocal latina cerrada Ō en el diptongo -ue. Se sigue en estos casos por tanto la misma evolución que para la vocal abierta Ŏ, (solución que como es sabido le aparta de la solución alcanzada en español en él se sigue la regla general y se excluye el diptongo). En gallego y en todo el norte de Portugal se mantiene el mismo resultado material que en mirandés, pero su evolución etimológica se asemeja más bien a la alcanzada en el  grupo asturleonés en la medida que el resultado para la vocal latina Ŏ será el mismo que para los sonidos Ō afectados por un fonema palatal.
Leite de Vasconcelos hace extensivo este fenómeno a la interferencia de codas nasales, recogiendo cònta, fònte, pònte... frente a las expuestas cuònta. fuònta, puònta. Tales soluciones son desconocidas en el mirandés moderno salvo en las localidades más expuestas a la influencia de los dialectos portugueses vecinos y lo que es incuestionable es que el cuestionario ALPI recoge en todos los casos el diptongo -wɔ- en este contexto. 
Conforme a lo anteriormente señalado, Vasconcelos significa la evolución de las vocales latinas en el mirandés moderno, señalándose las soluciones alcanzadas en las lenguas gallego-portuguesas, asturleonés y español:
| Latín clásico                            | Ī  | Ĭ     | Ē     | Œ     | Ĕ        | Æ        | Ā  | Ă  | Ŏ     | AU    | Ō  | Ŭ  | Ū  |
| ---------------------------------------- | -- | ----- | ----- | ----- | -------- | -------- | -- | -- | ----- | ----- | -- | -- | -- |
| Protorromance Occidental                 | *i | *e    | *e    | *e    | *ɛ       | *ɛ       | *a | *a | *ɔ    | *au   | *o | *o | *u |
| Gallego y Portugués                      | i  | e, ei | e, ei | e, ei | ɛ        | ɛ        | a  | a  | ɔ     | ou/oi | o  | o  | u  |
| Mirandés                                 | i  | e, ɛi | e, ɛi | e, ɛi | jɛ, i, e | jɛ, i, e | a  | a  | wɔ, u | ou    | o  | o  | u  |
| Asturleonés occidental                   | i  | e, ei | e, ei | e, ei | je       | je       | a  | a  | we/wo | ou    | o  | o  | u  |
| Español y asturleonés oriental y central | i  | e     | e     | e     | je       | je       | a  | a  | we    | o     | o  | o  | u  |

La profesora Aurelia Merlán, estima que estos cuatro grados de abertura no serían alófonos del sistema vocálico, sino un sistema vocálico estable de siete sonidos que presentaría, no obstante, un carácter muy diferente no solo respecto del portugués sino del resto de las lenguas peninsulares. Tal, afirmación que en principio carece de explicación fonética alguna, supondría un hecho insólito dentro del contexto de la romania occidental, y desde luego no se adecúa ni a las soluciones que el cuestionario Alpi da para la zona, ni al sistema vocálico descrito por Vasconcelos.

### Vocalismo átono
El Mirandés presenta al igual que la mayoría de las lenguas peninsulares un vocalismo átono de cinco unidades, las cuales se reducen a tres en posición inicial y final. Existe en estas lenguas al igual que en el asturleonés y el castellano una marcada tendencia a cerrar estos sonidos, si bien las soluciones alcanzados en Mirandés difieren de modo sorprendente de los dialectos vecinos. Así frente al sistema de marcado distanciamiento del Portugués y del asturiano occidental i-a-u, el mirandés adopta un posicionamiento más relajado e-a-o semejante al gallego y en cierto sentido al castellano. Según la profesora de la Aurelia Merlán, en mirandés, esta tendencia se manifiesta tanto en posición pretónica como postónica, indiferente al carácter de la vocal tónica: a átona es pronunciada como [å], e átona como [´] y o átona como [u]: amar [å»mar], parar [på»rar], faca [»fakå], bertude [b´r»tud-´], molino [mu»linu]. En gallego, son las vocales /i/, /u/ y el diptongo /ej/ en posición tónica que pueden producir el cierre de la vocal pretónica: espido [es»pid-o] pasa a pronunciarse como [is»pid-o], comida [ko»mid-a] como [ku»mid-a], peteiro [pe»tejro] como [pi»tejro], costume [kos»tume] como [kus’tume] etc. También en asturiano, el cierre de las átonas no finales está condicionado por el carácter de la vocal tónica, que debe ser /i/ o /u/.

### Sistema consonántico
El mirandés presenta las siguientes características propias del grupo asturleonés como son:
- La conservación de la f inicial latina: FAMEN>fame
- La palatalización de la l inicial latina: LUNA>lhuna, LUPUM>lhobu, LINGUA>lhengua
- Mantenimiento de las consonantes nasales y laterales en posición intervocálica, a diferencia del portugués: LUA>lhuna, MAU>malo
- Palatización de las consonantes dobles ll/nn/mn: CASTELO>castiêlho, ANO>anho, DANO>danho

La continuidad morfológica respecto al portugués del norte se presenta en las siguientes características:
- Africada sorda ch proveniente de cl-, pl- y fl- latinos: chabe, chuba, chama...
- Consonante palatal sonora proveniente de ly y c’l latinos: abeilha, mulhier...
- Palatales sorda y sonora: escritas x y j, ge, gi :xara, hoije, gilada...

Rasgo característico del mirandés es el número y extensión de las sibilantes que conservan con fidelidad el consonantismo medieval que actualmente se ha simplificado en gran parte en el resto de las lenguas iberorromances:
| Sonido | Forma escrita |
| ------ | ------------- |
| /tʃ/   | «ch»          |
| /ʃ/    | «x»           |
| /ʒ/    | «g» / «j»     |
| /s/    | «c» / «ç»     |
| /z/    | «z»           |
| /ṣ/    | «s» / -«ss»-  |
| /ẓ/    | «s»           |

Los fonemas /ṣ/ y /ẓ/ descritos se muestran ápico-alveolar sibilantes (como en el catalán o en el castellano septentrional), mientras que el fonema /s/y /z/, lamino-alveolar es semejante a los sonidos correspondientes del portugués. El portugués escrito mantiene la distinción de estos siete sonidos, resultando semejante en esto al mirandés, pero su pronunciación, excepto en las márgenes fronterizas del norte de Portugal con Galicia, se ha reducido a cuatro /s z ʃ ʒ/. Tal esquema es reducido en las lenguas asturleonesas a /tʃ θ ṣ ʃ/ y castellanas a /tʃ θ ṣ x/. En los dialectos de algunas partes del Sur de España y la lengua utilizada en Iberoamérica este esquema se ha reducido a tres: /tʃ s x/.

## Características comunes con el resto de variedades lingüísticas asturleonesas

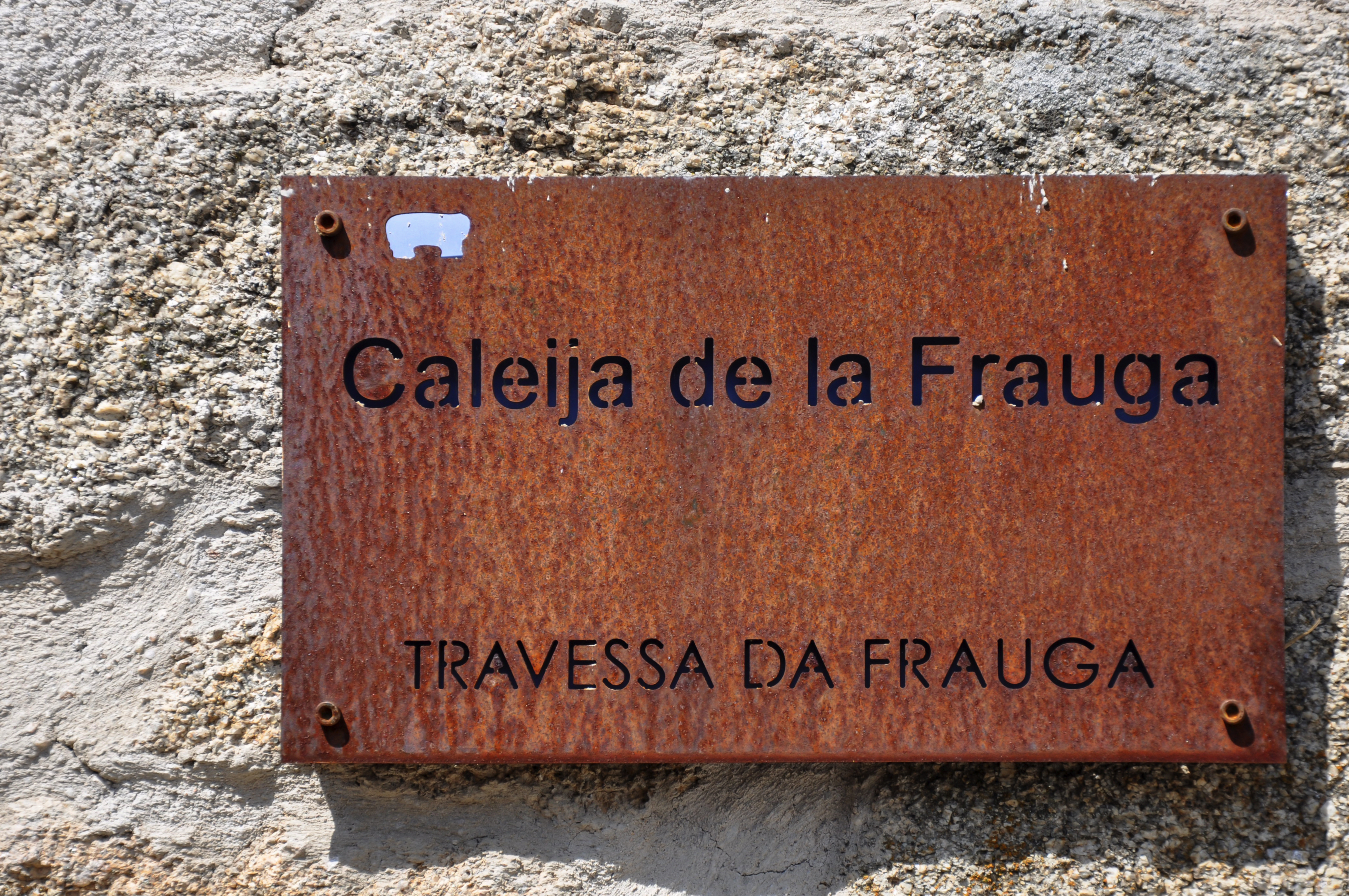
Placa bilingüe en mirandés y portugués en Picote, Portugal

Las hablas asturleonesas de Portugal pertenecen a la variedad lingüística occidental asturleonesa, que comparte con el galaico-portugués algunas isoglosas. Algunas de ellas son la conservación de la /f/ inicial latina, la palatalización de los grupos latinos iniciales de Ĕ y Ŏ de los grupos latinos PL-, FL- y CL-. Con el castellano comparte la diptongación en posición tónica, el mantenimiento de la /l/ y /n/ intervocálicas y la palatalización en /λ/ y de /ll/ y /nn/ intervocálicas. En la posición inicial se conserva, y es una característica propia únicamente del asturleonés. Dependiendo del dialecto, estas propiedades se conservan en mayor o menos medida, pero son características comunes del asturleonés de Portugal. También se da una característica más común de otras zonas de la parte oriental de la península ibérica: la existencia del diminutivo –ico, que no es propio de ninguno de los grupos lingüísticos a los que el mirandés está expuesto, salvo a otras zonas, de su mismo dominio lingüístico asturleonés, del sur de León y de Zamora que también comparten esta característica.

## Influencia del portugués y sus variedades regionales
A pesar de entrar dentro del dominio lingüístico asturleonés, el mirandés y las demás variantes están fuertemente influenciadas por el portugués estándar y los dialectos regionales trasmontanos. El mapa dialectológico de Portugal publicado por Vasconcelos en 1901 subdividía el dialecto transmontano en tres: el subdialecto fronterizo (la lengua de Maceda y Mogadouro), el subdialecto altoduriense (entre el Corgo y el Tua) y el occidental, los cuales han ejercido influencia sobre la lengua mirandesa. La oficialidad del portugués supuso ya en el tiempo en que realizó sus estudios Vasconcelos, que esta fuera la lengua con la que dirigirse a los forasteros en Miranda. La vida cotidiana se expresaba en mirandés, no obstante se daban hechos curiosos fruto de la oficialidad, como que los mirandeses utilizasen el portugués para sus rezos y oraciones, y no su propia lengua como cabría esperar para cuestiones religiosas. Comparte gran parte del léxico derivado del progreso y la industrialización. Palabra comunes con el portugués actual: autocarro, cámara municipal, computador, bilhataria, copo… 
A continuación se ofrece la comparativa realizada por ALPI (Atlas lingüístico de la Península Ibérica) en diversos puntos fronterizos entre España y Portugal tomada hacia los años treinta del pasado siglo:
| Portugués          | 341 Hermisende As Portelas Zamora | 224 Vimioso Portugal | 228 Lagoaça Freixo d'Espada Portugal | 225 Dúas Igrexas Miranda Portugal | 221 Río de onor Braganza Portugal | 337 San Criprián Sanabria Zamora | 345 Villarino tras la Sierra Trabazos (Za) | 347 Fariza Sayago Zamora | Español            |
| ------------------ | --------------------------------- | -------------------- | ------------------------------------ | --------------------------------- | --------------------------------- | -------------------------------- | ------------------------------------------ | ------------------------ | ------------------ |
| água ['aguɐ]       | augua [au̯gwa]                     | auga [au̯ga]          | aguo [agwo]                          | auga [au̯ga]                       | auga [au̯ga]                       | augua [au̯gwa]                    | agua [au̯gwa]                               | agua [agwa]              | agua [agwa]        |
| boi [bɔi̯]          | boi [boi̯]                         | boi [boi̯]            | boi [boi̯]                            | bui [bui̯]                         | buei [bwei̯]                       | buei [bwei̯]                      | buei [bwei̯]                                | buéy [bwᴈei̯]             | buey [buei̯]        |
| morte ['mɔɾtɨ]     | morti ['mɔɹti]                    | morte ['mɔɹte]       | morte ['mɔɹte]                       | muorte ['mwoɔɹte]                 | muerti ['mweεrti]                 | muèrti ['mwoεrti]                | muorte ['mwoɔrti]                          | muerte ['mwerte]         | muerte ['mwerte]   |
| mouro ['mowɾu]     | mouru ['mouŋu]                    | mouru ['mouru]       | moiru ['moi̯ɾu]                       | mòuru ['mɔuɾu]                    | mouru ['moεɾu]                    | mouru ['mouɾu]                   | moro ['moɾo]                               | moro ['moɾo]             | moro ['moɾo]       |
| nò ['nɔ]           | nò ['nɔ]                          | no ['no]             | nò ['nɔ]                             | nuolo ['nwolo]                    | nwolu ['nwolu]                    | núolo ['nuolo]                   | nuolo ['nwolo]                             | ñudo ['ɲudo]             | nudo ['nudo]       |
| olho ['oλu]        | òllo ['ɔλou]                      | òlhu ['ɔλu]          | òlhu ['ɔλu]                          | òlhu ['ɔλu]                       | güeyu ['weʝu]                     | oju ['ɔxu]                       | ojo ['oxo]                                 | ójo ['ɔxo]               | ojo ['oxo]         |
| ouvido [ow’viðu]   | oubido [ow’biðou]                 | oubido [ow'biðo]     | oividu [oi̯'viðu]                     | oubidu [ɔw'biðu]                  | ouyíu [ow'ʝiu]                    | ouyíu [ow'ʝiu]                   | uyíu [u'ʝiu]                               | oído [o'ido]/[oʝíu]      | oído [o'ido]       |
| lágrima ['lagɾimɐ] | lágrima ['lagɹima]                | lágrima ['lagɹima]   | lágrima ['lagɹima]                   | lhágrima ['λagɹima]               | lágrima ['lagɹima]                | llágrima ['λagɹima]              | llágrima ['λagɹima]                        | lágrima ['lagɹima]       | lágrima ['lagɹima] |
| chorar [ʃo'ɾaɾ]    | chorar [ʈʃo'RaR]                  | churare [ʈʃu'ɾaɹe]   | churare [ʈʃu'ɾaɹe]                   | churire [ʈʃuɾiɹe]                 | churare ʈʃu'ɾaRe]                 | llurar [λu'ɾaɹ]                  | llurar [λu'ɾaɹ]                            | llorar [λo'ɾaɹ]          | llorar [λo'ɾaɹ]    |
| leite ['lɛjtɨ]     | leite ['lei̯te]                    | lèite ['lᴈi̯te]       | lèite ['lᴈi̯te]                       | lhèite ['λei̯te]                   | lèite ['lᴈi̯ti]                    | lechi [leʈʃi]                    | lechi [leᴈʈʃi]                             | leche [leʈʃe]            | leche [leʈʃe]      |
| pomba ['pombɐ]     | pomba ['pomba]                    | pòmba ['pɔmba]       | pomba ['poumba]                      | palomba [pa'lomba]                | palomba ['pa'lomba]               | palomba ['pa'lomba]              | palloma [pa'λomba]                         | paloma ['pa'loma]        | paloma ['pa'loma]  |
| rã ['ʁã]           | ra ['ra]                          | ra ['ra]             | ra ['ra]                             | rana ['rana]                      | ra ['ra]                          | rana ['rana]                     | rana ['rana]                               | rana ['rana]             | rana ['rana]       |

## Reconocimiento oficial
El reconocimiento oficial de esta lengua llegó el 19 de noviembre de 1998 al Parlamento de Portugal, cuando se promulgó un decreto ley (Ley n.º 7/99, de 29 de enero de 1999 de la República Portuguesa. «Reconocimiento oficial de derechos lingüísticos de la comunidad mirandesa»), que reconoce el derecho de los mirandeses a utilizar su lengua secular. Después de este acto, se produjo la Convención Ortográfica Mirandesa, planteando alternativas y soluciones para los retos a los que se enfrenta esta lengua en la actualidad: reducción de la variación ortográfica, continuidad de la tradición gráfica, el problema de los neologismos, la claridad, simplicidad y flexibilidad. En 1999, el ayuntamiento de Miranda de Duero y la Universidad de Lisboa elaboraron una norma ortográfica basada en la del portugués. Su normalización y promoción están a cargo del Anstituto de la Lhéngua Mirandesa, creado el 1 de enero de 2003.

## Vitalidad

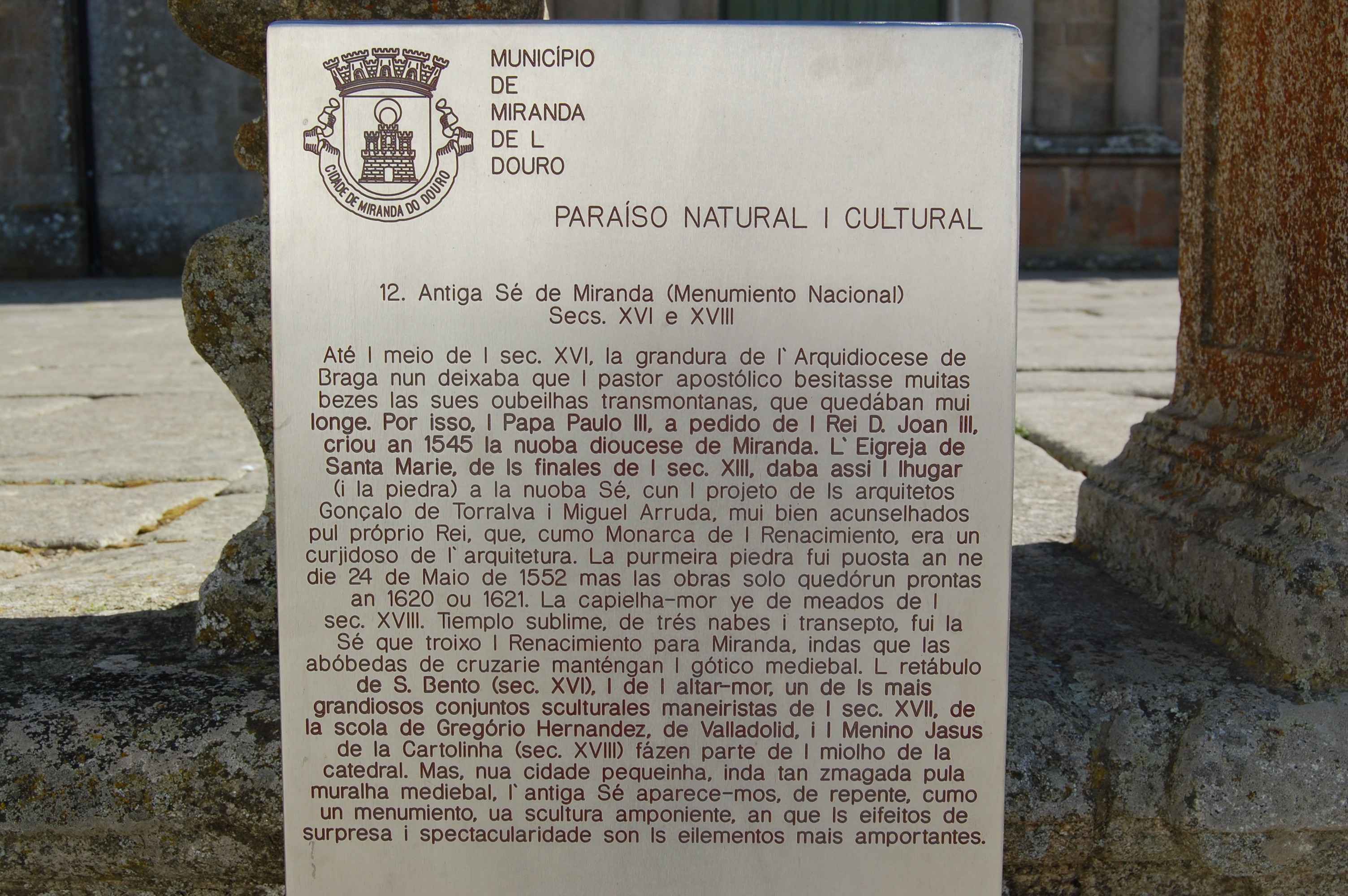
Placa en mirandés al pie de la antigua catedral de Miranda explicando su historia.

El mirandés es hablado por unas 15 000 personas (si se incluyen hablantes de segunda lengua) y alrededor de 5000 si solo se tienen en cuenta los hablantes de primera lengua. Es hablado en todo el municipio de Miranda de Duero salvo dos aldeas y en otras tres del municipio de Vimioso. La enseñanza del mirandés en las escuelas tiene lugar desde el curso 1986/87. La enseñanza de la lengua se lleva a cabo en todas las escuelas de las aldeas y pueblos del municipio de Miranda, además de en la facultad que mantiene la Universidad de Trás-os-Montes e Alto Douro en Miranda do Douro. En la freguesia de Picote (también en la tierra de Miranda) se produce un caso excepcional dentro de la República, debido a que se considera un sitio esencialmente monolingüe y ha sido objeto de estudios y artículos de prensa como objeto de curiosidad. Además de eso, está enmarcada dentro de la Carta Europea de Lenguas Regionales o Minoritarias para su protección, que Portugal ratificó ante la UE en 2001. Asimismo, se han traducido algunas obras internacionales al mirandés, en particular un libro de las Aventuras de Asterix, además de existir señales toponímicas en la zona desde 2006 que son bilingües. La Cámara Municipal de Miranda promueve a su vez un festival anual de canción y un concurso literario que son muy populares en la zona. El mirandés, o leonés braganzano (como algunos lingüistas prefieren denominarlo) ejerce también su influencia sobre el habla de otros municipios limítrofes como Vimioso, Braganza, Mogadouro y Macedo de Cavaleiros. Además radio Mirandum FM (en el 100.1 en la comarca) realizaba emisiones en esta lengua.

## Ejemplo
Texto en mirandés

L mirandés ye ua lhéngua falada ne l stremo nordeste de Pertual, na frunteira cun Spanha, nua region que ten al redor de 450 (quatro cientos i cinquenta) km², formada por quaije to l cunceilho de Miranda de l Douro, i por alguas aldés de l cunceilho de Bomioso, ne l çtrito de Bregança, region de Trás-ls-Montes. Stima-se que haba acerca 15 000.

En leonés

El mirandés ye una llengua falada nel estremu noreste de Pertual, na llinde con Hespaña, nuna rexón que tien alredor de 450 (cuatrucientos cincuenta) km², formada por cuasi tol Conceyu Miranda'l Douru y por deillos llugares nu Conceyu Vimiosu, nel distritu Bragancia, rexón de Tres-los-Montes. Albídrase qu'hai sobru 15 000 falantes.

En asturiano

El mirandés ye una llingua falada na fastera nordeste de Portugal, na llende con España, nuna rexón que tien al rodiu de 450 km², formada por cuasi tol conceyu de Miranda'l Douru, ya por dellos pueblos del conceyu de Vimosu, nel distritu de Bragança, rexón de Tres-os-Montes. Albédriase qu'hai cerca de 15 000 falantes.

En cántabro

El mirandés es una lingua parlada nel estremu nordesti de Portugal, ena raya con España, nuna región que tién alredor de 450 km², formada por cuasi tol conceju de Miranda'l Douru, y por dellos pueblos del conceju de Vimosu, nel distritu de Bragança, región de Tres-os-Montes. Estimase qu'hai cerca de 15 000 parlantis.

En castellano

El mirandés es una lengua hablada en el extremo nordeste de Portugal, en la frontera con España, en una región que tiene alrededor de 450 km², formada por casi todo el municipio de Miranda de Duero, y por algunas aldeas del concejo de Bomioso, en el distrito de Braganza, región de Tras-os-montes. Se estima que hay en torno a los 15 000 hablantes.

En catalán

El mirandès és una llengua parlada a l'extrem nord-est de Portugal, a la frontera amb Espanya, en una regió que té al voltant de 450 km², formada per gairebé tot el consell de Miranda do Douro, i per alguns pobles del consell de Bomioso, al districte de Braganza, regió de Tras-os-montes. S'avalua que hi ha al voltant dels 15 000 parlants.

En gallego

O mirandés é unha lingua falada no estremo nordés de Portugal, na fronteira con España, nunha rexión que ten arredor de 450 km², formada por case todo o concello de Miranda do Douro, e por algunhas aldeas do concello de Boimoso, no distrito de Braganza, rexión de Trás-os-montes. Estímase que hai preto de 15 000 falantes.

En xalimegu

O mirandés e unha lengua falá no estremu nordesti de Purtugal, na fronteira com Espanha, nunha regiom que tem arreol de 450 km², formá por caisxi tó concelhu de Miranda do Douro, i por algumhas aldeas do concelhu de Boimosu, no distritu de Braganza, regiom de Trás-os-montes. Sestima que tenha cerca dos 15 000 falantis.

En portugués

O mirandês é uma língua falada no extremo nordeste de Portugal, na fronteira com Espanha, numa região que tem ao redor de 450 km², formada por quase todo o concelho de Miranda do Douro, e por algumas aldeias do concelho de Vimioso, no distrito de Bragança, região de Trás-os-Montes. Estima-se que tenha cerca de 15 000 falantes.

En estremeñu

El mirandes es una luenga palrá nel estremu nordesti de Portugal, nel arrayu con España, en una rehion que tieni alreol de 450 km², hormá pol cuasi to el concehu de Miranda del Dueru, i pol algunas aldeas del concehu de Vimiusu, nel distritu de Bragança, rehion de Tras-os-Montes. S’estima que ai alreol de 15 000 palrantis.

En aragonés

O mirandés ye una luenga charrata en o canto nordeste de Portugal, en a muga con España, en una rechión que tien arredol de 450 km², farchata per cuasi tot o conzello de Miranda do Douro, e per bels lugars d'o conzello de Bomioso, en o distrito de Braganza, rechión de Tras-os-montes. Se creye que bi ha arredol de 15 000 fablans.